# 시카노타니역
시카노타니역(일본어: 鹿ノ谷駅)은 일본 홋카이도 유바리시에 위치한 홋카이도 여객철도 세키쇼 선 유바리 지선의 철도역이다. 역 번호는 Y24이며, 단선 승강장 1면 1선의 구조를 갖춘 지상역이다. 유바리 지선이 폐선되어서, 폐지되었다.

## 역 주변
- 유바리 철도 본사

## 역사
- 1901년 12월 1일 : 홋카이도 탄광 철도 시미즈사와 - 유바리 간에 신역으로서 개업. 일반역.
- 1906년 10월 1일 : 홋카이도 탄광 철도의 철도노선 국유화에 의해, 일본국유철도로 이관.
- 1908년 10월 25일 : 이시카리 석탄에 의해 와카나베 전용 철도 2.9 km 접속 개업.
- 1909년
  - 10월 12일 : 일본국유철도 선로 명칭 제정에 의해, 유바리 선에 속한다.
  - 11월 6일 : 이시카리 탄광에 의해 구마노사와 선탄장까지의 전용철도 0.9 km 접속 개업.
- 1926년 10월 14일 : 유바리 철도선 구리야마 - 유바리혼마치 간이 개업해, 이 역은 공동사용으로 한다.
- 1933년 10월 31일 : 와카나베 전용 철도 폐지.
- 1971년 11월 15일 : 유바리 철도선 이 역 - 유바리혼마치 간 폐지. 구리야마 - 이 역간의 여객 영업 휴지.
- 1975년 4월 1일 : 유바리 철도선 폐지.
- 1981년
  - 5월 25일 : 화물 취급 폐지.
  - 10월 1일 : 유바리 선이 세키쇼 선으로 개칭.
- 1984년
  - 2월 1일 : 소화물 취급 폐지.
  - 4월 1일 : 무인화.
- 1987년 4월 1일 : 일본국유철도 분할 민영화에 의해, 홋카이도 여객철도가 승계.
- 2019년 4월 1일 : 유바리 지선 폐선으로 폐지

## 인접 역
| 홋카이도 여객철도 세키쇼 선 (유바리 지선) | 홋카이도 여객철도 세키쇼 선 (유바리 지선) | 홋카이도 여객철도 세키쇼 선 (유바리 지선) |
| ----------------------------------------- | ----------------------------------------- | ----------------------------------------- |
| Y 23 시미즈사와 신유바리 방면             | ■ 유바리 지선                             | 유바리 Y 25 유바리 방면                   |